# Ceraphron nigraticeps
Ceraphron nigraticeps är en stekelart som beskrevs av Jean-Jacques Kieffer 1907. Ceraphron nigraticeps ingår i släktet Ceraphron och familjen pysslingsteklar. Inga underarter finns listade i Catalogue of Life.